# Antoine Grimaldi
Antoine Grimaldi, kallad Chevalier de Grimaldi, född 2 oktober 1697 i Paris, död 28 november 1784 i Monaco, var ställföreträdande regent i Monaco mellan 1732 och 1784.
Han var utomäktenskaplig son till furst Anton I av Monaco och dansösen Élisabeth Dufort (kallad Babé) och erkändes av fadern 1715. Han gifte sig aldrig. Han var generalguvernör i Monaco och styrde landet åt sin före detta svåger furst Jacques I av Monaco och sin systerson furst Honoré III av Monaco sedan de flyttade till Paris. Han beskrivs som en kompetent regent och lyckades bland annat hålla landet utanför österrikiska tronföljdskriget 1740-48.